# Großharthau
Großharthau település Németországban, azon belül Szászország tartományban. Lakosainak száma 2920 fő (2023. december 31.).

## Népesség
A település népességének változása:
| Lakosok száma | 2710 | 2768 | 2896 | 2904 | 2920 |
|               | 2017 | 2019 | 2021 | 2022 | 2023 |